# WAR-ED
WAR-ED，日本的摇滚乐队，2010年结成，为Being旗下艺人。2015年宣布解散。乐队名由WAR（战争）和ED（过去式）组成，表达传递和平友爱的歌曲为主旨。

## 成员
- 山下慎司（日语：／ Yamashita Shinji，1990年11月21日（34歲）），主唱、吉他。乐队解散前唯一的初创成员。
- 岛津义贵（日语：／ Shimazu Yoshitaka，1991年11月2日（33歲）），吉他、和声。岛津宗成的弟弟。前Chicago Poodle的支援乐手。
- 岛津宗成（日语：／ Shimazu Munenari，1987年10月19日（37歲）），吉他、和声。岛津义贵的哥哥。

### 前成员
- 麻井宽史（日语：麻井寛史）（日语：／ Asai Hiroshi），贝斯。前the★tambourines（日语：the★tambourines）成员。退出WAR-ED后与大贺好修等组成Sensation乐队。
- 山口笃（日语：／ Yamaguchi Atsushi），鼓。前Naifu成员。退出WAR-ED后组成Loe（日语：Loe）乐队，2018年改名川村笃史加入dps乐队。
- 鹤泽梦人，吉他、和声。2017年因涉嫌虐待被逮捕，GIZA宣布与其解约[3]。
- 久保田敬也，主唱。乐队初期曾为双主唱之一。
- 藤林庆之，贝斯、和声。岛津义贵的同学，曾为夏色的支援乐手。2015年4月退出。

## 经历
2010年4月乐队结成。11月出演MINAMI WHEEL 2010音乐节。
2011年2月开始自身第一次巡回演唱会。6月在SAKAE SP-RING 2011与植田真梨惠等Being艺人共演。
2011年7月发表首张唱片《CONSTRUCTION》，同时麻井和山口退出乐队，改为支援乐手身份，此时乐队为山下和鹤泽二人编成。
2012年3月鹤泽退出，而岛津兄弟和藤林加入乐队。
2013年发表第二张迷你专辑《Essence of the Heart》，并开始自身首次专场演唱会。
2014年3月以单曲《寻找光~给未来的你~》而主流出道。8月第一张专辑《Garden of Solace》发售。
2015年4月藤林退出。12月在最后的一场演唱会后乐队活动结束。

## 作品

### 单曲
|     | 发售日        | 标题                     | 编号      | 备注                   |
| --- | ------------- | ------------------------ | --------- | ---------------------- |
| 1st | 2014年3月19日 | 光を探して〜未来の君へ〜 | GZCA-4139 | 駿台予備学校2014广告曲 |

### 专辑
|     | 发售日        | 标题             | 编号      | 备注 |
| --- | ------------- | ---------------- | --------- | ---- |
| 1st | 2014年8月20日 | Garden of Solace | GZCA-5266 |      |

### 地下迷你专辑
|     | 发售日        | 标题                 | 编号     | 备注               |
| --- | ------------- | -------------------- | -------- | ------------------ |
| 1st | 2011年7月17日 | CONSTRUCTION         | TCR-065  | 通过TENT HOUSE发售 |
| 2nd | 2013年8月25日 | Essence of the Heart | GICL-001 | 演唱会现场限量发售 |